# Ourches
Ourches là một xã thuộc tỉnh Drôme trong vùng Auvergne-Rhône-Alpes ở đông nam nước Pháp. Xã Ourches nằm ở khu vực có độ cao từ 240-1000 mét trên mực nước biển.